# Phyllophaga errans
Phyllophaga errans är en skalbaggsart som beskrevs av Leconte 1859. Phyllophaga errans ingår i släktet Phyllophaga och familjen Melolonthidae. Inga underarter finns listade i Catalogue of Life.